# Dragan Matutinović
Dragan Matutinović (Split, 23 de febrer de 1954) és un exentrenador de waterpolo croat.

## Trajectòria
Al llarg d'una dècada, des de mitjans de la de 1980 i la de 1990, va dedicar els seus esforços com a entrenador en equips catalans com el Club Natació Barcelona i el Club Natació Montjuïc, així com la selecció masculina d'Espanya. Conegut per la seva metodologia dura i rigurosa, caracteritzada per un caràcter fort i una gran personalitat, va comportar un revulsiu d'èxit a la història del waterpolo estatal, fins a arribar a aconseguir la medalla d'argent als Jocs Olímpics d'estiu de 1992 amb el combinat espanyol. Sobre aquell període, va manifestar que van ser «els millors anys» de la seva trajectòria i que «sempre ha aportat la il·lusió, l'ambició per guanyar, perquè els jugadors estimin el waterpolo i assoleixin l'èxit i això vaig fer en aquell època». També va dirigir clubs de primer nivell de la lliga croata, grega i brasilenya, així com la selecció masculina de França, Eslovàquia, la Xina, Turquia i Croàcia, aquesta darrera com a assistent.
Els seus principals èxits a nivell de clubs van ser: la medalla d'or a la KEK de 1986, amb el Mornar Split; la lliga croata de 1999, la copa croata de 2000 i el quart lloc de la lliga de Campions de la LEN de 1999-2000, amb el POŠK; la lliga grega de 2001, la copa grega de 2001 i el segon lloc de la lliga de Campions de la LEN de 2000-2001, amb l'Olympiakos; el campionat Asian Club de 2007, amb l'Al-Ittihad; i la lliga brasilenya de 2011, amb l'EC Pinheiros.
Pel que fa a seleccions esportives, tots amb l'espanyola, la medalla d'argent al Campionat del Món de 1991, al Campionat d'Europa de 1991 i als Jocs Olímpics de 1992, a Perth, Atenes i Barcelona, respectivament; i la medalla de bronze a la Copa del Mon de 1992 a Barcelona i al Campionat d'Europa de 1993 a Sheffield. L'any 1999 va rebre el títol de «Millor entrenador de l'any».